# Vaslui
Vaslui  est une ville de Roumanie, chef-lieu du județ de Vaslui, située dans la région historique de Moldavie. En 2011, la population de la ville était de 55 407 habitants.

## Histoire
La première mention de la ville apparait en 1375, quand Élie de Moldavie (en roumain : Ilie) devient prince de Moldavie. 
La première attestation documentaire fiable date du 1er septembre 1435, date à laquelle la ville devint résidence royale. Dans les années 1435-1442, sous le règne d'Etienne II, l'un des fils d'Alexandre le Bon, la ville de Vaslui devient la capitale de la Moldavie méridionale. En 1439 et 1440, les Tatars envahissent la Moldavie et la ville est brûlée.
L'importance de la foire augmente considérablement à l'époque du prince Étienne III de Moldavie aussi appelé Étienne le Grand (en roumain : Ștefan cel Mare), lorsque le voïvode accorde de grands privilèges aux habitants. En 1475, Étienne III remporte ici une grande victoire contre les Ottomans, ce qui permet à la Moldavie de sauvegarder son autonomie en payant tribut : ainsi, la principauté n'est jamais devenue une province ottomane comme le montrent par erreur de nombreuses cartes historiques. À Vaslui, le prince Étienne III de Moldavie reconstruit la cour royale et construit une belle église de style moldave en 1490 en souvenir de la victoire lors de la bataille de Vaslui. Après la mort du grand souverain, la ville entre dans une longue période de déclin, étant en grande partie détruite par les invasions étrangères.
Comme toute la Roumanie, Vaslui a souffert des régimes dictatoriaux carliste, fasciste et communiste de février 1938 à décembre 1989, mais connaît à nouveau la démocratie et renaît économiquement et culturellement depuis la révolution de 1989 et depuis son entrée dans l’Union européenne en 2007.
Une importante communauté juive a vécu à Vaslui, dont les deux-tiers survécurent à la Shoah en Roumanie mais firent ensuite alya (départ vers Israël) pour fuir le régime communiste, seules quelques familles restant en ville pour témoigner du passé.

## Politique et administration
| Parti | Parti                                      | Sièges |
| ----- | ------------------------------------------ | ------ |
|       | Parti social-démocrate (PSD)               | 16     |
|       | Parti national libéral (PNL)               | 4      |
|       | Alliance des libéraux et démocrates (ALDE) | 3      |

## Démographie
Lors du recensement de 2011, 98,63 % de la population se déclarent Roumains, 1,19 % comme Roms et 0,06 % comme Lipovènes (0,12 % déclarent appartenir à une autre ethnie).

## Transports
L'accessibilité à la ville de Vaslui se fait de plusieurs façons :
- chemin de fer : par la gare de Vaslui qui est traversée par la magistrale 600 (ro) Iași - Făurei, faisant liaison avec Bucarest.
- route : les routes nationales qui passent par Vaslui sont la DN24, la DN2F et la DN15D. À partir de la gare routière vers les principales villes.
- aéroport : les plus proches sont à Iași (72 km) et Bacău (85 km).

## Personnalités
- Alfred Flis, père de Sonia Rykiel
- Ilie Stoleru, père de Lionel Stoléru
- Viviana Gradinaru, neuroscientifique
- Louis Munteanu (2002-), footballeur roumain

## Dans la culture populaire
L'intrigue du film 12 h 08 à l'est de Bucarest se déroule à Vaslui.